# كنيسة التوحيد الأرثوذكسية الإريترية

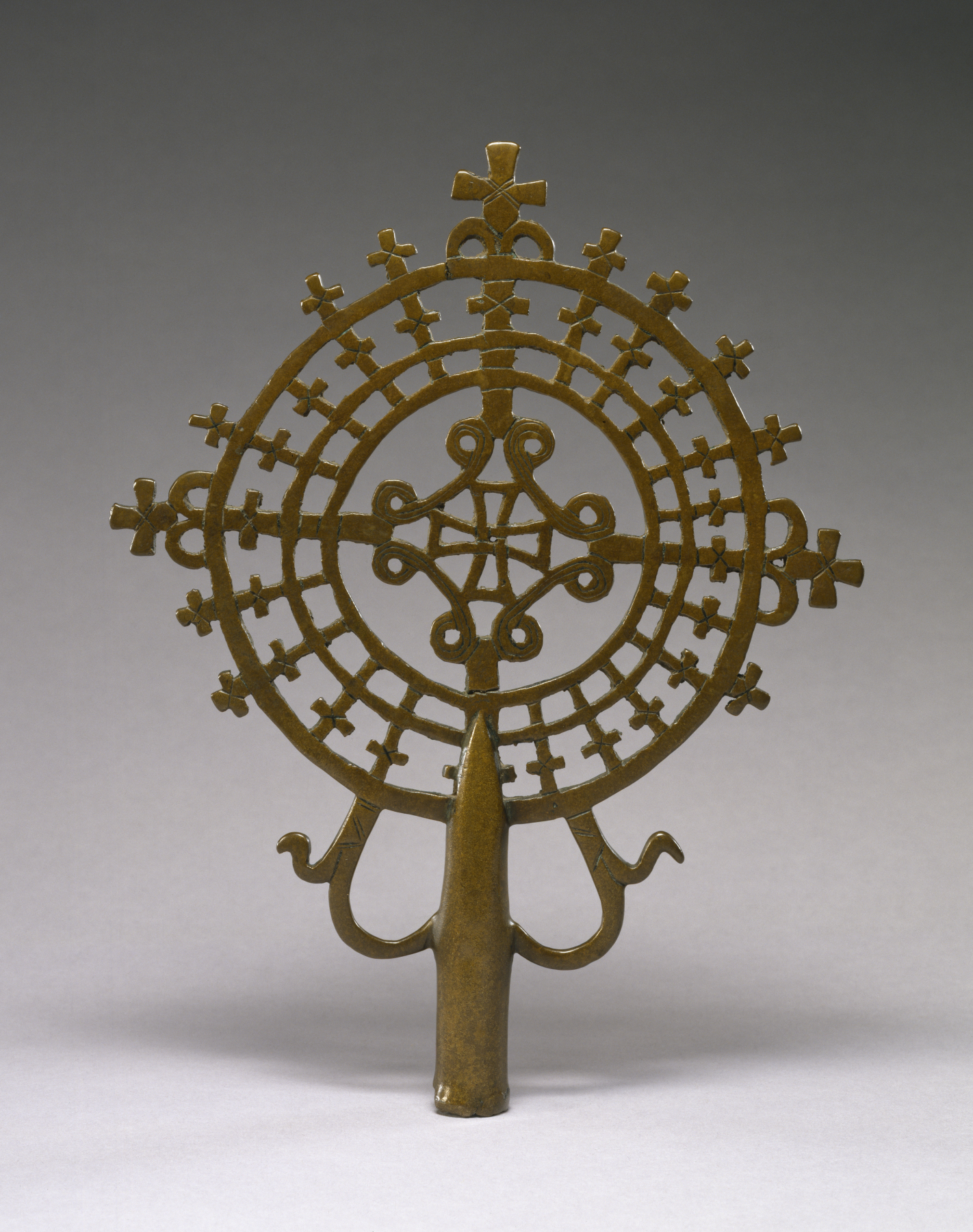
صليب اثيوبى

كنيسة التوحيد الأرثوذكسية الإريترية هي كنيسة أرثوذكسية مشرقية، كانت في البدء جزء من كنيسة التوحيد الأرثوذكسية الإثيوبية، واعترف البطريرك الإثيوبي باستقلالها عقب استقلال إريتريا عن إثيوبيا عام 1993.

## الأصول
إن تبني هذه الكنيسة لكلمة التوحيد باسمها الرسمي، هو للدلالة على إيمانها بالطبيعة الواحدة للمسيح أي طبيعة الكلمة المتجسد، على غرار بقية الكنائس اللاخلقيدونية والتي تتشارك معها بالإيمان وهي الكنيسة القبطية الأرثوذكسية الكنيسة السريانية الأرثوذكسية والكنيسة الأرمنية الأرثوذكسية وكنيسة التوحيد الأرثوذكسية الإثيوبية وكنيسة ملنكارا الأرثوذكسية في الهند.
تًرجِع الكنيسة الأثيوبية بوادر دخول الديانة المسيحية إلى البلاد إلى القرن الأول الميلادي، حيث يروي الكتاب المقدس في سفر أعمال الرسل الفصل الثامن قصة تبشير وعماد أحد الموظفين الكبار في مملكة الحبشة على يد أبونا فيليبس. {ثُمَّ إِنَّ مَلاَكَ الرَّبِّ كَلَّمَ فِيلُبُّسَ قِائلاً : (قُمْ وَإذْهَبْ نَحْوَ الْجَنُوبِ عَلَى الطَّرِيقِ الْمُنْحَدِرَةِ مِنْ أُورُشَلِيمَ إِلَى غَزَّةَ الَّتِي هِيَ بَرِّيَّةٌ). 27 فَقَامَ وَذَهَبَ. وَإِذَا رَجُلٌ حَبَشِيٌّ خَصِيٌّ وَزِيرٌ لِكَنْدَاكَةَ مَلِكَةِ الْحَبَشَةِ كَانَ عَلَى جَمِيعِ خَزَائِنِهَا. فَهَذَا كَانَ قَدْ جَاءَ إِلَى أُورُشَلِيمَ لِيَسْجُدَ } (أعمال 8 : 26 – 27)، وبعد ذلك يتابع نص الكتاب المقدس عن كيفية شرح أبونا فيليبس لذلك الخصي الحبشي عن نبوات النبي إشعياء التي تممها يسوع المسيح، فآمن الرجل بالمسيح وطلب من فيليبس أن يعمده فلبى فيليبس طلبه وعمده في مياه صادفوها على الطريق، كانت ملكة الحبشة في ذلك الزمان هي الملكة جيرساموت هنديكه السابعة { لاحظ قرب الاسم كنداكة الوارد في الكتاب المقدس باسم الملكة التاريخي هنديكه } وقد حكمت في الفترة ما بين 42 م إلى 52 م.
وفي القرن الرابع أصبحت الديانة المسيحية الديانة الرسمية لمملكة أكسوميت الأثيوبية في أيام الملك إيزانا، وذلك بفضل جهودالتبشيرية لفرومنتيوس السرياني الأصل والمعرف بإثيوبيا بـ Abba Selama, Kesaté Birhanأي أبو السلام وكاشف النور، وفي حداثته كان لفرومنتيوس هذا قد نجا مع شقيقه ايديسيوس من حادث غرق سفينة قبالة السواحل الإريتيرية، وبعد أن عثر عليهم السكان المحليون بيعوا كعبيد للقصر الملكي وكان يعتلي العرش آنذاك الملك أكسوم، وبعد مدة حظا الشقيقان بنعمة من الملك برفعهما إلى منزلة الثقة حيث قاما بتبشيره بالمسيحية، على إثر ذلك أرسل لفرومنتيوس إلى الإسكندرية من قبل الملك أكسوم للقاء البطريرك أثناسيوس حاملا إليه طلب الملك بتنصيب أسقف للمملكة، قبل أثناسيوس طلب الملك وقام برسامة لفرومنتيوس نفسه كأول أسقف على أثيوبيا، ومنذ ذلك الوقت وحتى عام 1959 م كان بطريرك الأسكندرية للأقباط الأرثوذكس يلقب برئيس أساقفة الكنيسة الأثيوبيا.

## حاضر الكنيسة
نالت الكنيسة الإثيوبية استقلالها عن الكنيسة القبطية عام 1959، وطالبت الحكومة الإريترية أيضا الكنيسة القبطية الأرثوذكسية أن تمنح أسقفية إريتريا وضع بطريركية، وعلى الرغم من التوترات الشديدة للإريتريين الأرثوذكس مع قيادة الكنيسة الإثيوبية، إلا أنهم حافظوا على الوحدة الكنسية العقائدية بينهما ومع بقية الكنائس الأرثوذكسية المشرقية.
وفي عام 1993 نالت كنيسة التوحيد الأرثوذكسية الإريترية استقلالها الذاتي، وتمت سيامة أول بطريرك لها هو أبونا أنطونيوس منذ 5 آذار/مارس 2005 ومقره في العاصمة أسمرة. يبلغ تعداد أتباع هذه الكنيسة قرابة 1.700.000 فرد موزعين في إريتريا وفي بلدان المهجر. والكنيسة عضو في مجلس الكنائس العالمي منذ 2003.
وبطريركها الحالي هو أبونا باسليوس الأول - يناير 2025

## قانون الكتاب المقدس الأرثوذكسي التوحيدي
قانون الكتاب المقدس الأرثوذكسي التوحيدي إن قانون الكتاب المقدس التوحيدي الأرثوذكسي هو نسخة من الكتاب المقدس المسيحي الذي تستخدمه كنيستان أرثوذكسيتان شرقيتان مع التقاليد الإثيوبية والإريترية: كنيسة التوحيد الأرثوذكسية الإثيوبية وكنيسة التوحيد الأرثوذكسية الإريترية. تعتبر الكتب الـ 81 أكبر وأوسع الكتب الكتابية تنوعًا في العالم المسيحي التقليدي. يقسم العلماء الغربيون الشريعة إلى فئتين. أحدهما عبارة عن قانون أضيق يتكون أساسًا من كتب مألوفة لدى الغربيين، والآخر عبارة عن قانون أوسع يتضمن تسعة كتب إضافية من كتبه.يتضمن الكتاب المقدس الإثيوبي، والذي ربما يكون أقدم كتاب مقدس مسيحي، ما بين 81 إلى 84 كتابًا، اعتمادًا على عوامل مختلفة.وفي نسخ اخرى 88 سفر

## وصلات خارجية
- Eritrean Orthodox Tewahdo Church in North America